# Cadet Rousselle
Pour les articles homonymes, voir Cadet Rousselle (homonymie), Rousselle et Roussel.
 (novembre 2019).
Si vous disposez d'ouvrages ou d'articles de référence ou si vous connaissez des sites web de qualité traitant du thème abordé ici, merci de compléter l'article en donnant les références utiles à sa vérifiabilité et en les liant à la section « Notes et références ».
Guillaume Joseph Rousselle, ou Roussel, dit Cadet Roussel, né le 30 avril 1743 à Orgelet (France) et mort le 26 janvier 1807 à Auxerre, est un huissier français de la ville d'Auxerre dont l'excentricité a été gentiment moquée dans une chanson qui porte son nom.

## Biographie
Guillaume Joseph Roussel a 19 ans lorsque son père meurt le 18 avril 1762 à l'âge de 48 ans. Les circonstances et la date exacte de l’arrivée de Cadet Roussel à Auxerre sont inconnues. Dans son livre, paru en 1945, Pierre Pinsseau raconte la vie de Guillaume Joseph Roussel à Auxerre où il serait arrivé en 1763. Il s’y place d’abord comme domestique et laquais, puis comme clerc d’huissier.
Le 8 mars 1780, il présente une requête au lieutenant général du bailliage d’Auxerre pour l’office de premier huissier audiencier au bailliage et siège présidial d’Auxerre à valider par le roi Louis XVI le 15 mars 1780 alors qu’il demeure dans cette ville depuis plusieurs années. Il s’était marié avec Jeanne Serpillon, son aînée de seize ans, qui ne lui apporte aucune dot. 
Sa nomination comme huissier audiencier lui assure désormais un revenu décent. L’année suivante, il achète une petite maison biscornue à laquelle il ajoute, au-dessus d’un vieux porche, une construction en forme d’étroite loggia. L’aspect curieux de son domicile marque les esprits autant que le caractère du personnage qu’on dit jovial, bon vivant, un peu excentrique, mais qui jouit de la sympathie de ses concitoyens. C’est ce qui explique sans doute qu’il ait inspiré une chanson due à Gaspard de Chenu.
Guillaume Roussel bénéficie alors d’une certaine popularité. À Auxerre, il est un sans-culotte qui suit le mouvement révolutionnaire. Il s'oppose à l'apposition de scellés sur la maison d'un ami, ce qui lui vaut son exclusion du Comité de Surveillance. En 1793, il organise la fête de la déesse Raison où il représente, sous un costume fantasque, le dieu Temps. Après un passage en prison en 1794-1795, il limite prudemment son activité à ses fonctions d’huissier.
Veuf de Jeanne Serpillon le 14 janvier 1803 (24 nivôse de l'an XI), il se remarie, après un court veuvage, le 20 avril (30 germinal de l'an XI) suivant avec Reine Baron, nièce et héritière de sa première épouse, de 23 ans sa cadette.
Il meurt à Auxerre, le 26 janvier 1807, sans postérité mais immortalisé par la chanson de Gaspard de Chenu.

## Hommages posthumes
La ville d’Auxerre lui a érigé une statue en 1979, due au sculpteur François Brochet, sur la place Charles-Surugue.

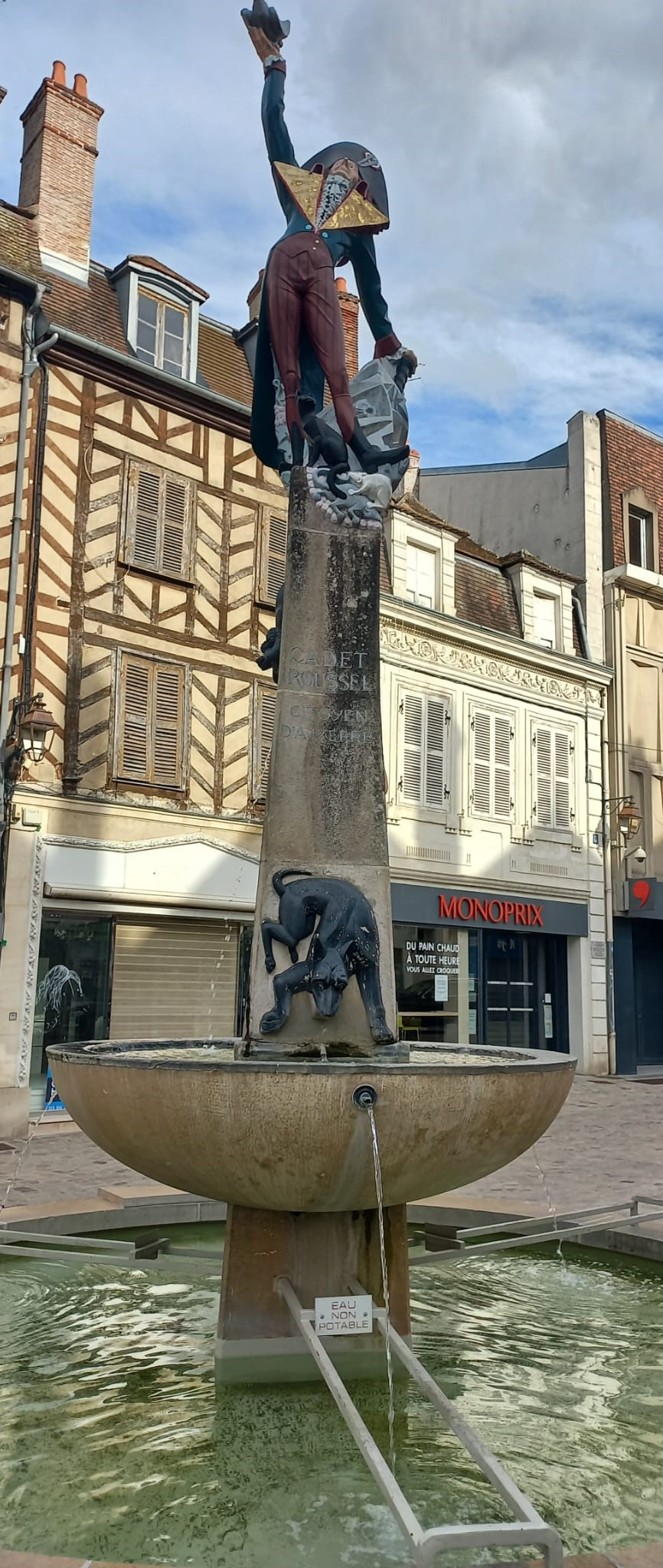
Fontaine avec statue à Auxerre

L'emplacement de sa première maison est indiqué par une plaque située sous le porche de la tour de l'Horloge d'Auxerre, à l'angle de la place du Maréchal-Leclerc et de la rue de l'horloge. Une rue de cette ville porte également son nom.
L'écrivain suisse Jacques Aeschlimann prend comme nom de plume Cadet Rousselle pour signer ses chroniques dans le journal La Suisse entre 1953 et 1970.

## La chanson deCadet Roussel
D'après cette chanson, Cadet Roussel avait «Trois maisons, trois habits, trois deniers et une épée, trois beaux yeux, trois gros chiens et trois beaux chats ». Elle est ainsi devenue une chanson de marche des armées de la Révolution puis une comptine.